# Paweł Tkaczyk
Paweł Tkaczyk (ur. 17 maja 1978) – ekspert od marketingu i budowania marki, głównie poprzez grywalizację oraz storytelling. Autor książek o marketingu, blogger. Wielokrotny prelegent TEDx oraz innych konferencji, jak np. Infoshare. Znajduje się w czołówce osobowości związanych z marketingiem w Polsce. Jest także ambasadorem serwisu Wspieram.to.
Jest właścicielem firmy Midea, zajmującej się pomocą w promowaniu marek, którą założył w 2000 roku będąc jeszcze na studiach. Wykładał m.in. na Uniwersytecie Humanistycznospołecznym oraz Politechnice Białostockiej.
Był współautorem nagrywanego od 2009 podcastu biznesowego „Mała Wielka Firma”.
W 2011 roku jego pierwsza książka „Zakamarki marki” stała się bestsellerem, zdobyła tytuł Marketingowej książki roku oraz została wyróżniona Economicusem w kategorii najlepszy poradnik ekonomiczny. Tkaczyk pojawił się pięć razy w plebiscycie „Najważniejsze w Marketingu 2011" m.in. w kategorii „Człowiek polskiego marketingu”.
W 2012 roku wydał książkę „Grywalizacja”, była to pierwsza pozycja na polskim rynku opisująca to zjawisko.
W 2017 jego książka „Narratologia” zdobyła wyróżnienie w konkursie „Książka dla Trenera” w kategorii Polski autor.
Jest także autorem portalu dla przedsiębiorców Yggdrasil, którego nazwa pochodzi od drzewa Yggdrasil z mitologii nordyckiej.
Jego charakterystyczną cechą jest to, że zawsze w wystąpieniach publicznych występuje w koszulce z Batmanem – był nawet nazywany „Batmanem polskiego marketingu”. Jak sam przyznaje, jest to forma uniformu.

## Publikacje
- Paweł Tkaczyk, Zakamarki marki. Rzeczy o których mogłeś nie wiedzieć, zapomnieć, pominąć podczas budowania swojej marki, One Press, 2011, ISBN 978-83-246-3334-0. Brak numerów stron w książce
- Paweł Tkaczyk, Grywalizacja. Jak zastosować mechanizmy gier w działaniach marketingowych, Gliwice: Helion, 2012, ISBN 978-83-246-3624-2, OCLC 804262758. Brak numerów stron w książce
- Paweł Tkaczyk, Narratologia. Umiejętność opowiadania historii tkwi w Tobie od zawsze. Opanuj ją i rozwiń, Wydawnictwo Naukowe PWN, 2017, ISBN 978-83-01-19254-9. Brak numerów stron w książce